# 铁西街道 (安达市)
铁西街道，是中华人民共和国黑龙江省绥化市安达市下辖的一个乡镇级行政单位。

## 行政区划
铁西街道下辖以下地区：
红星社区、龙化社区、长征社区、水厂社区、东风社区和天桥社区。